# Еню Кювлиев
Еню Игнатов Кювлиев е български детски писател и редактор.

## Биография
Роден е на 22 април 1902 г. в Брезово. Работи като учител в Пловдив и пише учебници за началните училища. В периода 1930 – 1947 г. издава списание „Детски живот“ с тираж до 25 000 – 30 000. Сътрудници на списанието са писателите Ангел Каралийчев, Елин Пелин, Чичо Стоян, Асен Разцветников, Йордан Стубел, Елисавета Багряна, Дора Габе, Веса Паспалеева и др., както и художниците Стоян Венев, Илия Бешков, Вадим Лазаркевич, Цанко Лавренов, Златю Бояджиев.
Използва псевдонима Чик-Чирик. През 1982 г. Клубът на дейците на културата в Пловдив отбелязва неговия 80-годишен юбилей. Умира през 1989 г. Архивът му се съхранява в Народна библиотека „Иван Вазов“ – Пловдив. Негов син е пианистът и педагог Тодор Кювлиев.

## Творчество
Автор е на 14 книги за деца, сред които сборниците с разкази:
- „Свилената пеперуда. Приказки и легенди“ (1940);
- „Докато се пече питката. Воденичарски разкази“ (1942);
- „Хълмът на доблестта. Исторически легенди и разкази“ (1943);
- „Будаланчо. Весели приказки“ (1944);
- „Отплатата на Ваклушка“ (1945);
- „На Дядо-Мирчовото коляно“ (1947).[1]

Сборници с преразказани от него приказки:
- „Малки приказки с голяма поука. Книга 1″ (1943);
- „Съветът на мъртвите. Египетски разкази“ (1945);
- на поредицата със скрити картини, задачи и картини за оцветяване от децата „Игри и забави“ (в 3 книги, 1942).[1]

Автор е и на романа „Чичо Пей и Асма бей. Веселите приключения на две българчета“ (1940) – разкази за приключенията на две селски момчета.